# Championica humilis
Championica humilis är en insektsart som först beskrevs av Brunner von Wattenwyl 1895.  Championica humilis ingår i släktet Championica och familjen vårtbitare. Inga underarter finns listade i Catalogue of Life.